# Mediasia macrophylla
Mediasia es un género monotípico perteneciente a la familia Apiaceae. Su única especie: Mediasia macrophylla, es originaria de Asia Central.

## Descripción
Se encuentra en Asia Central, en  Pamir-Alay, Tien-Shan. La planta crece en las laderas con escombros, malezas, taludes y en los bordes de los bosques, que se distribuyen desde las tierras bajas hasta una altura de 1300-2800 metros.

## Propiedades
Las raíces, hojas e inflorescencias contienen un aceite esencial volátil. Frutas: flavonoides: quercetina. Ácidos grasos superiores: mirístico, palmítico, petrozeleneico, oleico, linoleico y octadeca-7, 8-ácidos dienoicos.
Uso tradicional
Las raíces se utilizan en el tratamiento de las enfermedades del hígado, furunculosis, algunas enfermedades de la piel, artritis, cistitis, y para la cicatrización de heridas como agente hemostático.

## Taxonomía
Mediasia macrophylla fue descrita por (Regel & Schmalh.) Pimenov y publicado en Novosti Sist. Vyssh. Rast. 11: 255. 1974
Sinonimia
- Seseli macrophyllum Regel & Schmalh.	[3]